# Riccardia breviramosa
Riccardia breviramosa là một loài rêu trong họ Aneuraceae. Loài này được Stephani A. Evans mô tả khoa học đầu tiên năm 1930.